# Гехнер, Лера Юрьевна
Валерия (Лера) Юрьевна Гехнер (род. 8 января 1971, Ленинград) — джазовая исполнительница, а также актриса, режиссёр, промоутер и сценарист; создатель и руководитель фанк-шоу-группы «Лера Гехнер бэнд» и «NO BUDDS».

## Биография
Родилась в Ленинграде в семье композитора и музыканта-мультиинструменталиста Юрия Касьяника. В детстве пела в Ленинградском детском хоре радио и телевидения, позднее занималась хоккеем на траве. В юности училась в Ленинградской академии театрального искусства, играла в театрах «Рок-опера» и «Синий мост». В 1991 году переехала в Гамбург, где выступала в местных клубах, исполняя джаз, а также русские и цыганские романсы, а также выступила одним из создателей документального фильма о русской культуре. 1995—1998 годы провела в Петербурге, где участвовала в театральных постановках и рок-шоу в арт-центре на Пушкинской, 10, снималась в телефильмах, писала сценарии, организовала джазовый проект. В 1998 году вернулась в Гамбург и вышла замуж за оператора и фотографа Ульрика Геннера (фамилия Gehner по-русски пишется и звучит как «Геннер», однако в российском паспорте Валерии записана как Гехнер). Создала проект «L.E.R.A.» (смешивавший джазовые стандарты с роком и регги), являлась участницей проекта Владимира Чекасина, сотрудничала с другими джазовыми музыкантами.
В 2002 году окончательно вернулась в Петербург и организовала группу «Лера Гехнер бэнд» (выступала до 2004 года). Группа исполняла джазовые стандарты в аранжировках с элементами других музыкальных стилей (блюза, регги, ска, фанка, хип-хопа), выполненных участником группы саксофонистом Алексеем Поповым. Группа давала концерты в различных городах России, выступала на различных джазовых фестивалях, в том числе «Русский стиль. Усадьба. Джаз». В 2004—2007 годах была лидером нескольких групп, включая фанк-проект «No Budds». В 2007 году играла одну из основных ролей в спектакле Дж. ди Капуа «Монологи вагины».
С 2007 года возобновила сотрудничество с Алексеем Поповым в рамках различных проектов. В 2009 году Гехнер и Попов выпустили альбом «Flora & Fauna», состоящий из двух частей — традиционной джаз-фанковой (поданной «в „винтажном“ звучании а-ля первая половина 1970-х») и электронной (записанной с участием диджеев), и в дальнейшем выступали с одноимённой программой.
В 2016 году приняла участие в 5 сезоне телевизионного шоу «Голос» и попала в команду Димы Билана.

## Творческий стиль
Музыкальные критики отмечают вокальные данные («сочетание матового или сиплого контральто с мощным, как у блюзовых шаутеров, верхним регистром») и манеру исполнения Гехнер, отличающуюся стремлением рассказывать слушателям (и зрителям) различные истории, а также умение вокалистки органично взаимодействовать с музыкантами («в отличие от распространённой формулы: певица + аккомпанемент <…> Лера дружит. Она и чуткий партнёр, и поводырь, вслепую, по наитию ведущий за собой не то к гибели, не то к спасению в экстатический хаос, превращаясь уже в элемент питания, источник энергии, способный завести и музыкантов, и публику». При этом внешность Гехнер резко и нарочито диссонирует с её исполнением, являясь ещё одним способов воздействия: «Невысокая, круто кудрявая барышня в сценическом костюмчике в стилистике ранней Саинхо Намчылак или поздней Аллы Пугачёвой тонко и точно воспроизводит звучание старческого негритянского вокала в лучших традициях „Хижины дяди Тома“. Лерин голос плещется в нижних регистрах, сиплое контральто переходит в рык, в хрип, в сварливый старушечий скрежет. <…> Сочетание этого дикого вокала и вызывающего, упоительного, нарочито безвкусного сексапила производит необходимый эффект и доводит зрителя до нужной кондиции: Гехнер нужно слушать в ошеломлении. Предельная неестественность этого сочетания становится изюминкой всей её музыкальной деятельности».

## Дискография
- 2004 Lera Gehner Band «Today I am Part of You, Dear», Санкт-Петербург, студия ДДТ, продюсерский центр «Бомба Питер», продюсер — Игорь Бенихис (имидж-студия «Artego»). Приглашённые участники — Иван Васильев, Кирилл Ипатов.
- 2009 Lera Gehner «FLORA & FAUNA», совместно с Алексеем Поповым.
- 2017 Look into my Soul